# Immeuble RTNC
Immeuble RTNC est un immeuble de grande hauteur à Kinshasa, en RD Congo. Le bâtiment de 22 étages et abrite le siège de la RTNC. Il est situé sur l'avenue Pierre Mulele. La hauteur acceptée pour les gratte-ciel est supérieure à 150 mètres. Par conséquent, il n'y a pas de gratte-ciel en République démocratique du Congo.

## Voir également
- Conception et construction de gratte-ciel
- Liste des plus hauts gratte-ciel d'Afrique

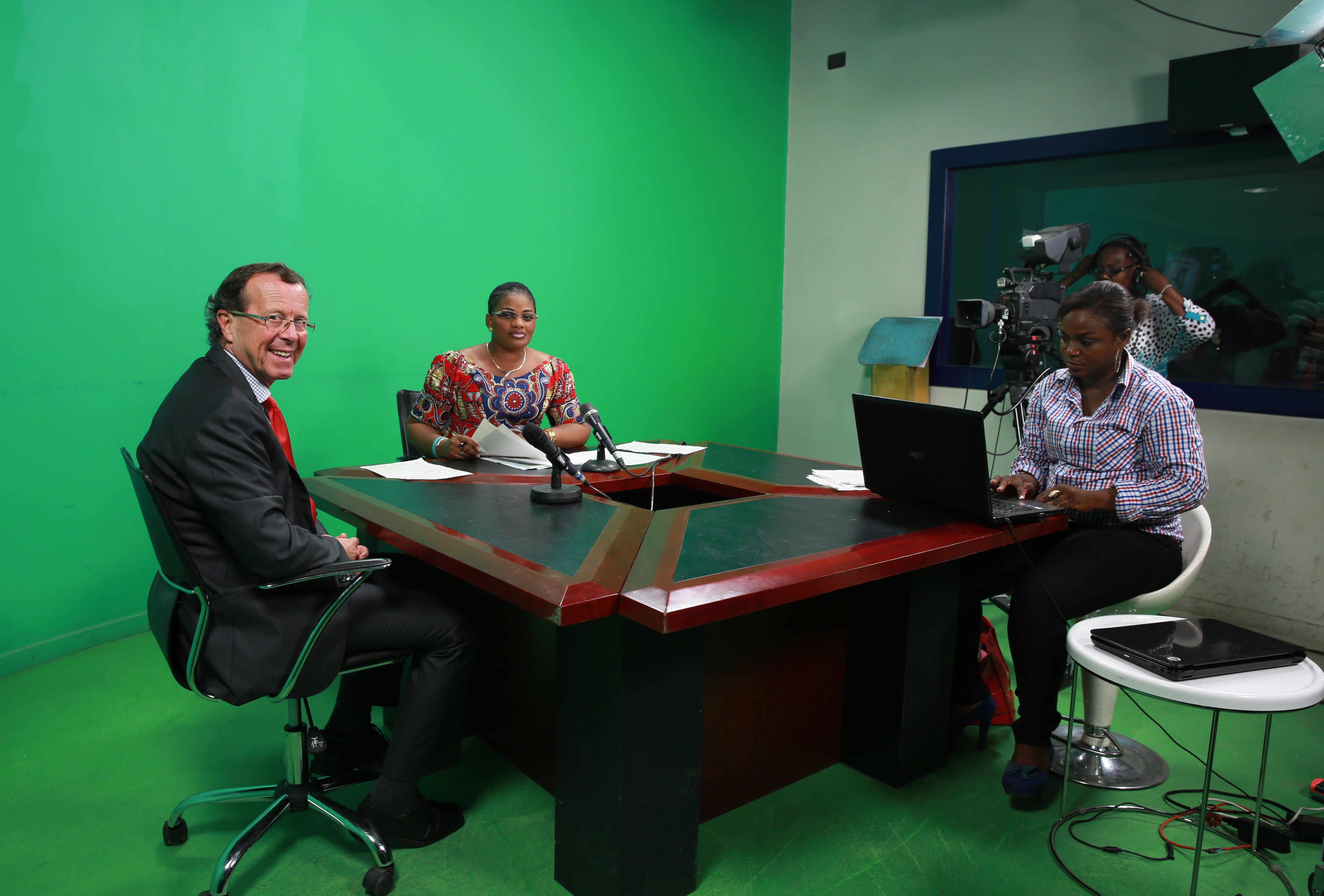
Martin Kobler à la RTNC
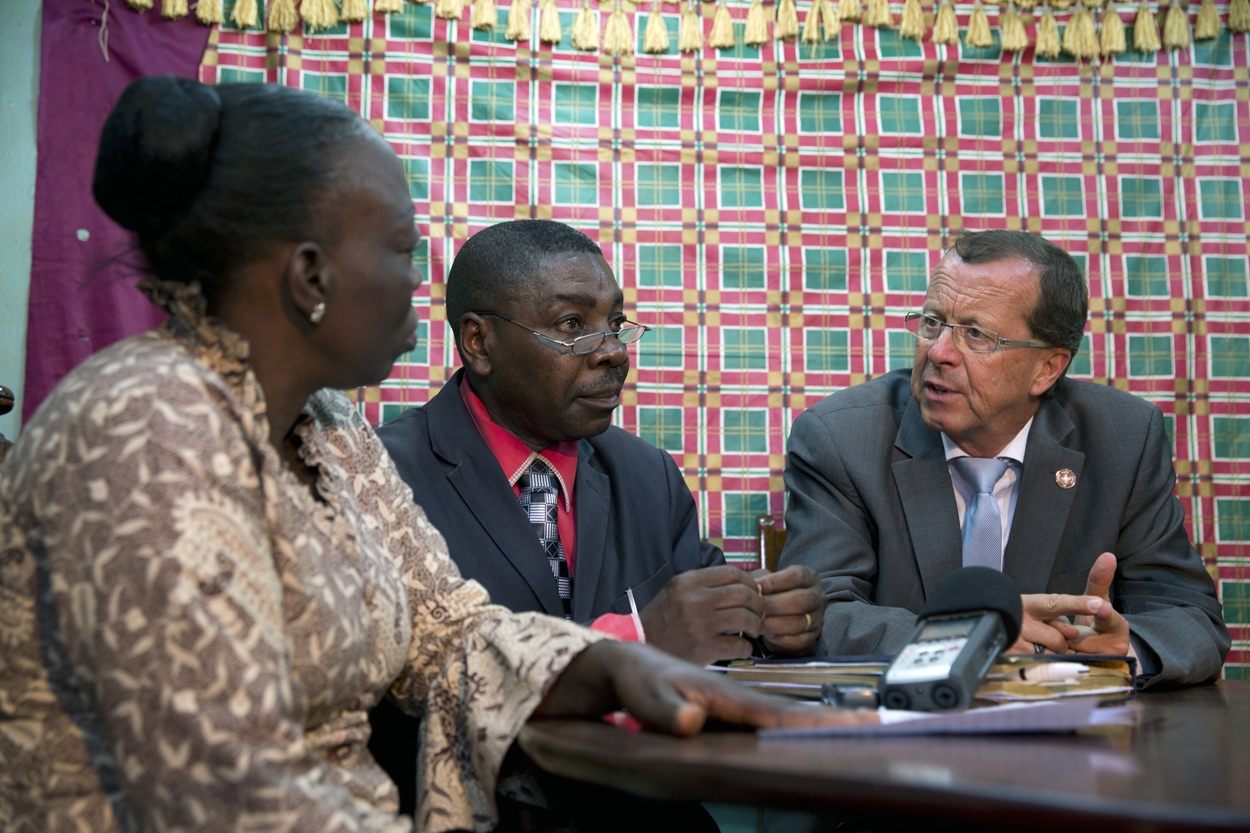
Locaux de la RTNC